# Rouvignies
Rouvignies is een gemeente in het Franse Noorderdepartement (regio Hauts-de-France). De gemeente telt 691 inwoners (2005) en maakt deel uit van het arrondissement Valenciennes. Rouvignies ligt aan de Schelde. De dorpskern bevindt zich in het zuiden van de gemeente en is vergroeid met die van de gemeente Prouvy ten zuiden.

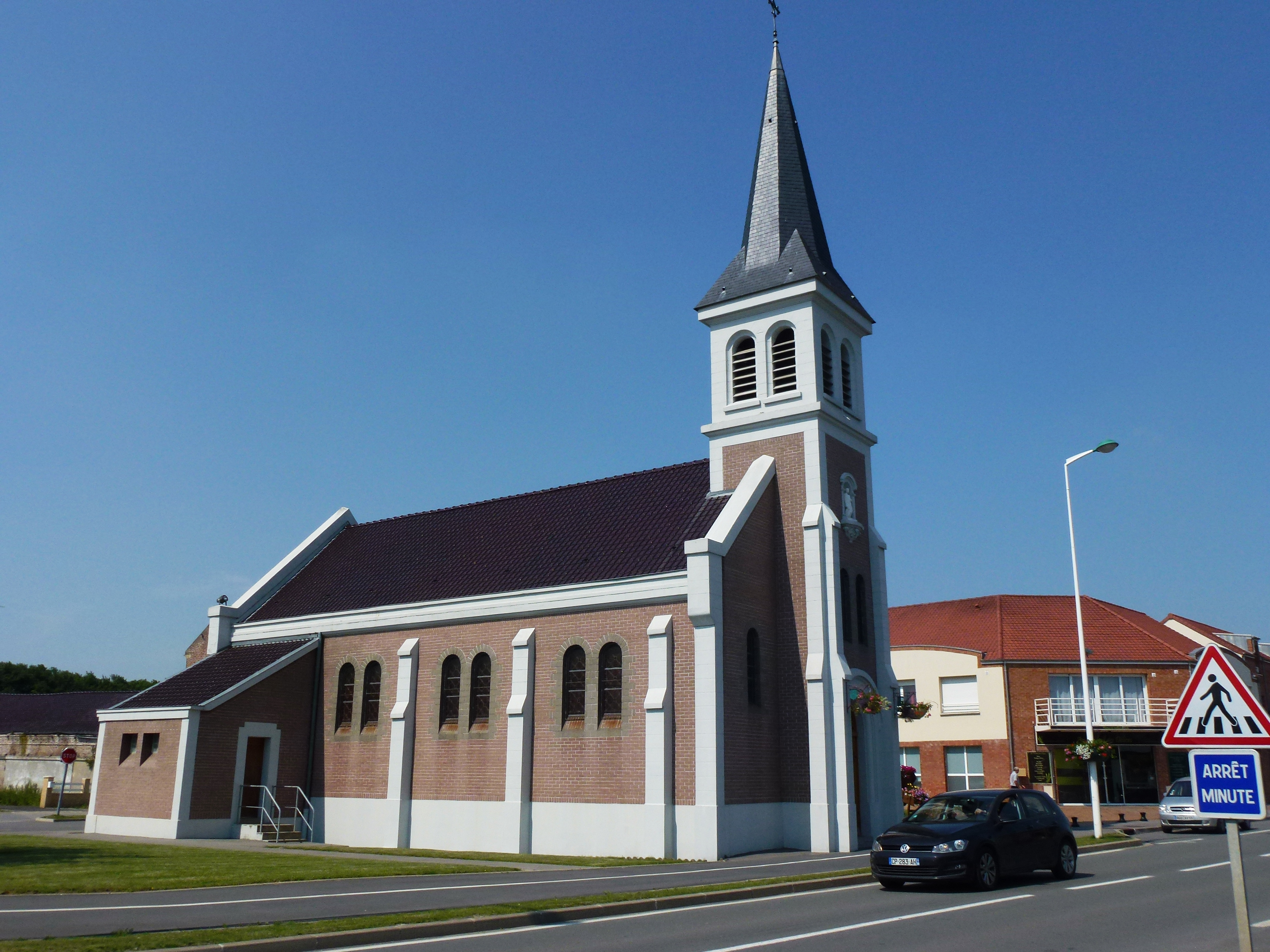
Kerk Saint-Jean

## Geografie
De oppervlakte van Rouvignies bedraagt 3,2 km², de bevolkingsdichtheid is 215,9 inwoners per km².

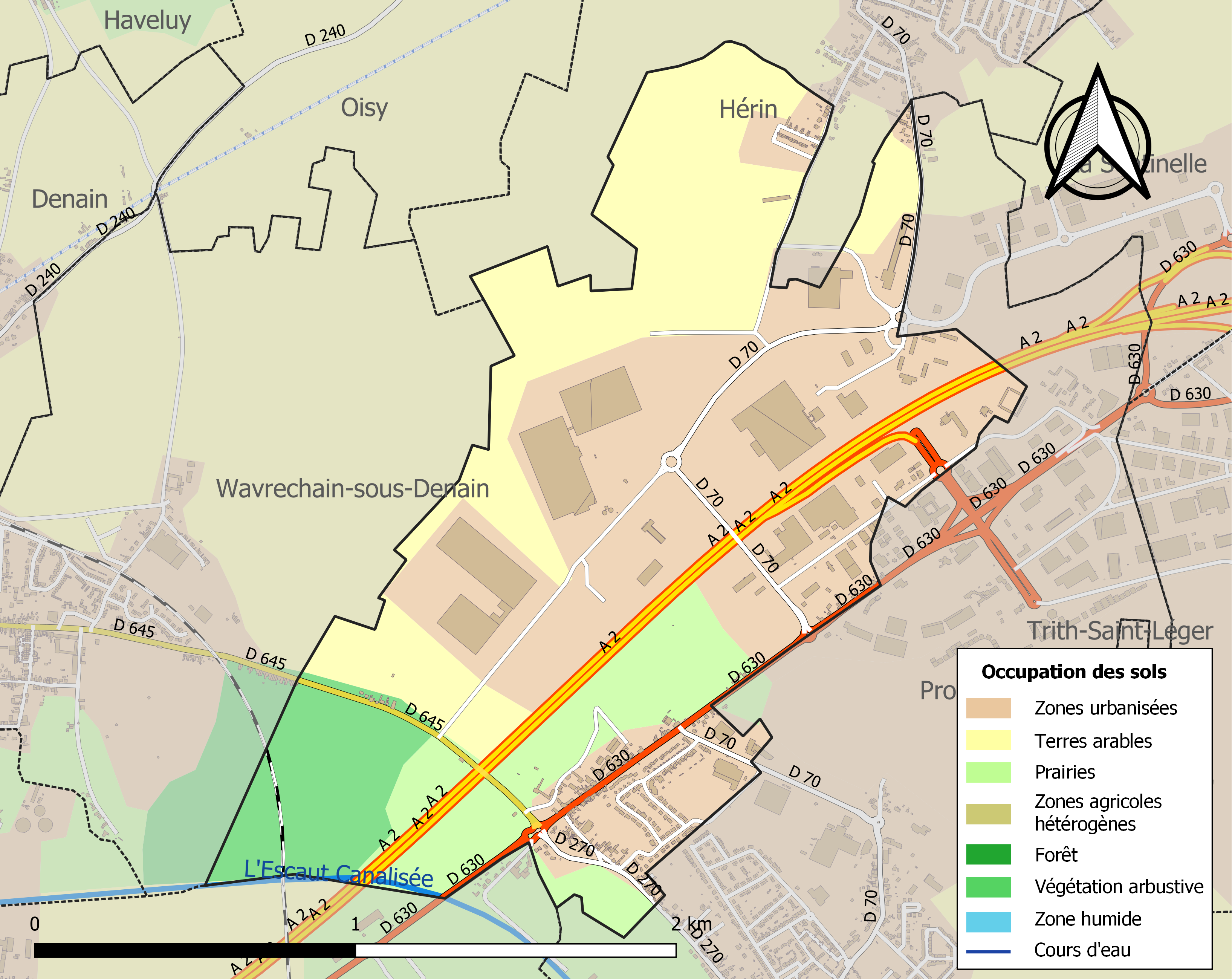
Kaart van de gemeente met belangrijkste infrastructuur, bodemgebruik en omliggende gemeenten

## Bezienswaardigheden
- De Église Saint-Jean

## Demografie
Onderstaande figuur toont het verloop van het inwonertal (bron: INSEE-tellingen).

## Verkeer en vervoer
Door de gemeente loopt de autosnelweg A2/E19, die er een afrit heeft naar de nijverheidszone.